# Der Mörder mit dem Seidenschal
Der Mörder mit dem Seidenschal ist ein im Herbst 1965 entstandener deutsch-italienischer Kriminalfilm von Adrian Hoven. Die zehnjährige Debütantin Susanne Uhlen übernahm dort die Schlüsselrolle der „Tochter eines Mordopfers, die der Täter als unbequeme Zeugin umzubringen trachtet“. Die deutsche Erstaufführung war am 6. Mai 1966.

## Handlung
Die neunjährige Claudia sieht durch den Briefschlitz, wie ihre Mutter Prisca, eine Barsängerin, in beider Wiener Hinterhauswohnung erdrosselt wird. Unmittelbar zuvor hatte das Mädchen einen Streit zwischen seiner Mutter und einem gewissen Boris mit anhören müssen, bei dem es um einen Brief ging, den Prisca nicht herausrücken wollte. Seitdem die Presse von Claudias Zeugenschaft berichtet hat, weiß der Mörder, dass er beobachtet wurde und versucht daraufhin, des Mädchens habhaft zu werden, um die einzige Zeugin der Tat umzubringen. Claudia, die den Mörder entlarven könnte, flieht daraufhin vor zwei Polizeibeamten, die sie zu einer Pflegefamilie bringen sollten. Vor dem Haus der Pflegeeltern Stein lauert ihr bereits Boris auf. Claudia kann ihm jedoch entkommen.
Heimlich kehrt die Kleine in ihre Wohnung zurück, holt sich etwas gespartes Geld und büxt wieder aus, um sich in einem leer stehenden Bunker zu verstecken. Währenddessen unternimmt die Polizei erste Schritte, um den Mord aufzuklären. Nur langsam beginnen Polizeirat Erwin Moll und sein Assistent Fischer die Bedeutung der jungen Zeugin für die Lösung des Falls zu begreifen. Aus Angst vor dem Mörder, meidet Claudia fortan die Öffentlichkeit. Sie geht nicht mehr zur Schule und vertraut nur noch 'Tante' Blaschek, der alten Besitzerin eines kleinen Kaufmannsladens. Zufällig erkennt der undurchsichtige Boris das Mädchen auf der Straße und verfolgt es erneut. Wieder kann Claudia ihm entkommen, diesmal in eine Lagerhalle, wo sie sich auf einer Schrotthalde versteckt.
Inzwischen verhaftet die Polizei den einschlägig bekannten Spieler und Kleinganoven Waldemar Fürst und verhört ihn – jedoch ohne Ergebnis. Claudia, die sieht, wie ihr vor ihrer Wohnung erneut Boris auflauert, verbringt die folgende Nacht im Freien. Im Gespräch zwischen Boris und seiner Geliebten Wally in einem Lokal erfährt man, dass Boris, der in undurchsichtige Geschäfte verwickelt ist, durchaus Interesse daran hat, dass die Polizei den „sanften Waldemar“ verhaftet. Claudia, die diesmal Boris beobachtet hat, ruft nunmehr Kriminalrat Moll an und sagt ihm, dass der Verhaftete nicht identisch mit demjenigen Mann sei, den sie zuletzt bei ihrer Mutter gesehen hat. Moll verspricht ihr, sofort zu kommen. Als Claudia sieht, wie Boris das Lokal verlässt, verschwindet sie sofort.
Inzwischen hat auch Waldemar Fürst den ehemaligen US-Soldaten Boris Garrett, der einst in Wien gleich nach dem Krieg in Schwarzmarktgeschäfte verwickelt gewesen war, belastet. Garrett ist aus seiner Wohnung verschwunden, seine Freundin Wally wird von der Polizei verhört. Wieder auf freiem Fuß, spürt Fürst Garrett auf und erpresst ihn. Wenn er nicht zahle, würde er Garrett an die Polizei, die kein Bild von ihm besitzt, verpfeifen. Wally hebt derweil 100.000 Schilling von der Bank ab, um die sie ihr Geliebter gebeten hat. Während  einer Autofahrt ersticht Garrett den Erpresser Fürst von hinten. Boris plant nunmehr seine Flucht. Er bricht einen Wagen auf und schließt ihn kurz. Es ist wieder Abend geworden, und Claudia irrt erneut durch Wiens Straßen. In diesem Moment kommt Boris mit dem gestohlenen Wagen vorbei und erkennt Claudia.
Er rast auf das Mädchen zu, das jedoch entfleucht. Zur selben Zeit naht die Polizei und erkennt Boris und Claudia. Boris rast im Wagen davon, und Claudia verschwindet im Dunkel der Nacht. Ein Polizei-Porsche verfolgt den flüchtigen Boris auf der Stadtautobahn und in die Innenstadt. Bei einem Halt springt Garrett aus dem Wagen, schießt kurz und entflieht seinen Verfolgern. Er geht zu Wally in ihre Wohnung. Inzwischen hat die Polizei Claudias Mantel gefunden. Dort befindet sich ein Brief mit einem Schreiben, in dem es um 80.000 Schilling geht. Moll erkennt nunmehr das Motiv für Garretts Mord an Prisca Sampton. Nach wie vor versucht Garrett, Claudia in ihrem Versteck, dem alten Bunker an Wiens Kanälen, abzufangen. Diesmal entkommt sie ihm nicht.
Boris verschleppt das Mädchen, das um Hilfe schreit, als gerade Moll und sein Assistent Fischer eintreffen. Auf der Flucht am Kanal lässt Boris das Mädchen zurück, das von Moll aufgelesen wird. Fischer verfolgt nunmehr Garrett allein. Beide liefern sich einen Schusswechsel. Fischer sackt getroffen zusammen. Wie einst Harry Lime in Der dritte Mann flüchtet Garrett durch die unterirdische Wiener Kanalisation. Mit Feuer versucht die Polizei ihn auszuräuchern. Als er schießend aus einer Kanalöffnung zu fliehen versucht, wird er selbst getroffen und fällt zurück in die Kanalisation und ins Feuer. Der Kriminalrat und Familienvater Moll verspricht der verstörten Claudia, dass er sich um sie kümmern und zu sich nach Hause nehmen wird und dass sie nicht, wie sie immer befürchtet hat, ins Waisenhaus muss.

## Produktionsnotizen
Schauspieler Adrian Hoven gab mit Der Mörder mit dem Seidenschal sein Regiedebüt und trat gleichfalls erstmals als Produzent auf. Außerdem übernahm er die Nebenrolle des „sanften Waldemar“, eines schmierigen Kleinganoven.
Dem Film, Arbeitstitel Fessel der Angst, lag der Kriminalroman Der Mörder und das Kind von Thea Tauentzien zugrunde.
Adi Berber starb noch vor der Uraufführung des Films und musste daher nachsynchronisiert werden.
Die Filmbauten entwarf Nino Borghi.

## Kritik
Das Lexikon des Internationalen Films schrieb: „Wenig dichtes, allzu wirklichkeitsfernes Kriminalspiel, das erst gegen Ende Spannung gewinnt.“
Der Onlineauftritt von Cinema urteilt: „Altmodischer Krimi mit Psycho-Touch“.
Auch der Evangelische Film-Beobachter hielt nicht viel von dem Streifen: „Das Regiedebüt Adrian Hovens, eine unglückliche Mischung aus hartem Kriminalreißer und rührseliger Schnulze, wirkt leider unbeholfen und auch in den halbdokumentarischen Polizeiteilen wenig glaubwürdig. Für Erwachsene ohne jede Empfehlung.“